# 2903 Zhuhai
2903 Zhuhai eller 1981 UV9 är en asteroid i huvudbältet som upptäcktes den 23 oktober 1981 av Purple Mountain-observatoriet i Nanjing, Kina. Den är uppkallad efter den kinesiska staden Zhuhai.
Asteroiden har en diameter på ungefär 13 kilometer och den tillhör asteroidgruppen Maria.